# Nanchez
Nanchez (prononcé [nɑ̃ʃe], « Nanché ») est une commune nouvelle située dans le département du Jura, dans la région culturelle et historique de Franche-Comté et la région administrative Bourgogne-Franche-Comté. Elle a été créée le 1er janvier 2016. 

## Géographie

### Climat
Pour des articles plus généraux, voir Climat de la Bourgogne-Franche-Comté et Climat du département du Jura.
En 2010, le climat de la commune est de type climat de montagne, selon une étude du Centre national de la recherche scientifique s'appuyant sur une série de données couvrant la période 1971-2000. En 2020, Météo-France publie une typologie des climats de la France métropolitaine dans laquelle la commune est exposée à un climat de montagne ou de marges de montagne et est dans la région climatique  Jura, caractérisée par une forte pluviométrie en toutes saisons (1 000 à 1 500 mm/an), des hivers rigoureux et un ensoleillement médiocre. 
Pour la période 1971-2000, la température annuelle moyenne est de 7,6 °C, avec une amplitude thermique annuelle de 16,2 °C. Le cumul annuel moyen de précipitations est de 1 820 mm, avec 13,1 jours de précipitations en janvier et 10,9 jours en juillet. Pour la période 1991-2020, la température moyenne annuelle observée sur la station météorologique de Météo-France la plus proche, « Cogna », sur la commune de Cogna à 12 km à vol d'oiseau, est de 10,8 °C et le cumul annuel moyen de précipitations est de 1 557,5 mm. 
La température maximale relevée sur cette station est de 39 °C, atteinte le 12 août 2003 ; la température minimale est de −18,5 °C, atteinte le 6 février 2012,,. 
Les paramètres climatiques de la commune ont été estimés pour le milieu du siècle (2041-2070) selon différents scénarios d'émission de gaz à effet de serre à partir des nouvelles projections climatiques de référence DRIAS-2020. Ils sont consultables sur un site dédié publié par Météo-France en novembre 2022.

## Urbanisme

### Typologie
Au 1er janvier 2024, Nanchez est catégorisée commune rurale à habitat dispersé, selon la nouvelle grille communale de densité à sept niveaux définie par l'Insee en 2022.
Elle est située hors unité urbaine. Par ailleurs la commune fait partie de l'aire d'attraction de Saint-Claude, dont elle est une commune de la couronne,. Cette aire, qui regroupe 18 communes, est catégorisée dans les aires de moins de 50 000 habitants,.

## Toponymie
La nouvelle commune prend le nom du bief de Nanchez.

## Histoire
Créée par un arrêté préfectoral du 14 décembre 2015, elle est issue du regroupement des communes de Chaux-des-Prés et Prénovel qui devient une commune déléguée. Son chef-lieu est fixé à Chaux-des-Prés.
Une extension est actée au 1er janvier 2019 par un arrêté préfectoral du 27 décembre 2018 avec l'intégration de Villard-sur-Bienne et des Piards.

## Politique et administration

### Liste des maires
| Période        | Période  | Identité   | Étiquette | Qualité                                    |
| -------------- | -------- | ---------- | --------- | ------------------------------------------ |
| 8 janvier 2016 | En cours | Yvan Auger | LR        | Député suppléant de Marie-Christine Dalloz |

Jusqu'aux prochaines élections municipales de 2020, le conseil municipal de la nouvelle commune est constitué de l'ensemble des conseillers municipaux des anciennes communes.

### Communes déléguées
| Nom                    | Code Insee | Intercommunalité          | Superficie (km2) | Population (dernière pop. légale) | Densité (hab./km2) |
| ---------------------- | ---------- | ------------------------- | ---------------- | --------------------------------- | ------------------ |
| Chaux-des-Prés (siège) | 39130      | CC la Grandvallière       | 7,79             | 179 (2016)                        | 23                 |
| Les Piards             | 39417      | CC la Grandvallière       | 5,29             | 165 (2016)                        | 31                 |
| Prénovel               | 39442      | CC la Grandvallière       | 8,2              | 275 (2016)                        | 34                 |
| Villard-sur-Bienne     | 39562      | CC Haut-Jura Saint-Claude | 10,37            | 181 (2016)                        | 17                 |

### Circonscriptions électorales
À la suite du décret du 5 mars 2020, la commune de Nanchez est entièrement rattachée au canton de Saint-Claude.

## Population et société

### Démographie
L'évolution du nombre d'habitants est connue à travers les recensements de la population effectués dans la commune depuis sa création.
En 2022, la commune comptait 761 habitants, en évolution de −4,87 % par rapport à 2016 (Jura : −0,81 %, France hors Mayotte : +2,11 %).
| 2014 | 2015 | 2020 | 2022 |
| ---- | ---- | ---- | ---- |
| 467  | 457  | 789  | 761  |

## Culture locale et patrimoine

### Lieux et monuments

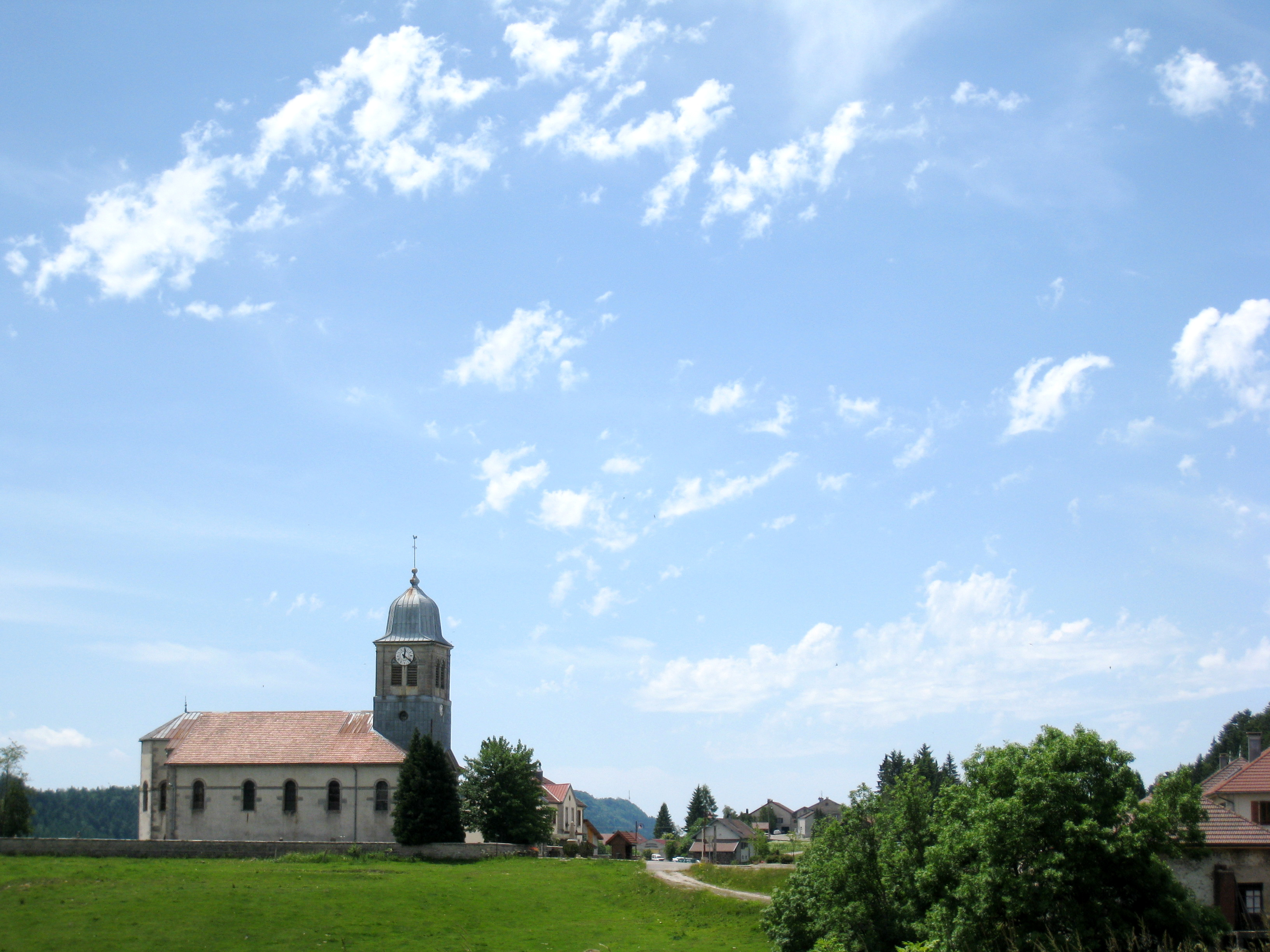
L'église.

- Prénovel-Les Piards est un centre de ski de fond qui fait partie de l'espace nordique jurassien[17].

L'église de Prénovel en hiver.

- Col de la Joux sur la RD 28, emprunté par la 8e étape du Tour de France 2017 et classé en troisième catégorie au Grand prix de la montagne.
- Réserve naturelle régionale des tourbières du bief du Nanchez